# Лансак, Ги де Сен-Желе
Ги де Сен-Желе де Лузиньян, сеньор де Лансак (фр. Gui de Saint-Gelais de Lusignan, seigneur de Lansac; 3 декабря 1544 — 1622) — французский государственный деятель и дипломат, участник религиозных войн.

## Биография
Сын Луи де Сен-Желе, сеньора де Лансак, и Жанны де Ларошандри.
Сеньор де Корнефу, д'Амбр, де Сен-Савиньен, де Ларошандри.
Штатный дворянин Палаты короля, капитан ордонансовой роты из 50 или 100 тяжеловооруженных всадников (1572).
В начале карьеры упоминался как Лансак-младший, так как Екатерина Медичи, обратившая внимание на его дипломатические способности, пользовалась услугами Ги в то же время, когда и его отец находился на государственной службе.
Весной 1565 года вместе с другими французскими дворянами отправился на помощь Мальте, осажденной турками.
1 августа 1567 избран мэром Бордо. Оставался на этом посту до 1571 года. Вместе с Жаном де Монлюком, епископом Валанса, был направлен послом в Польшу, на сейм, чтобы содействовать избранию королем герцога Анжуйского. На обратном пути был захвачен в плен королем Дании.
В составе штата палатных дворян фигурирует в 1564—1569 и 1575. В 1568 году получил от двора пенсион в 1200 ливров, на расходы по содержанию роты жандармов, а Генрих III, придя к власти, добавил ему еще 5000. Был ранен в 1569 году в битве при Жарнаке.
В качестве рыцаря ордена короля упоминается с 14 марта 1570. Был губернатором Блая в 1570—1581, сенешалем Ажене в 1571—1572, вице-адмиралом Сентонжа в 1576 и губернатором Бруажа в 1578.
Во время гражданских войн был ревностным сторонником Католической лиги. За заслуги в борьбе с гугенотами был отмечен королем Филиппом II, при дворе которого Ги де Сен-Желе находился долгое время в качестве французского посланника.
В правление Людовика XIII был назначен командующим морской армией для борьбы со средиземноморскими корсарами.

## Семья
Жена (контракт, 4.08.1571): Антуанетта Рафен (ок. 1554—), дочь Франсуа Рафена, сеньора д'Азе-ле-Ридо, сенешаля Ажене и Гаскони, и Николь Леруа-Шавиньи. Принесла в приданое сеньорию Пюикальвари, близ Турнона в Ажене
Дети:
- Жанна де Сен-Желе. Не замужем
- Александр де Сен-Желе (1574—1596). Убит при осаде Ла-Фера
- Артюс де Сен-Желе, сеньор де Лансак, маркиз де Балон. Государственный советник. Жена (23.06.1601, Тур): Франсуаза де Сувре, дочь Жиля де Сувре, маркиза де Куртанво, маршала Франции, и Франсуазы де Байёль